# Crafter

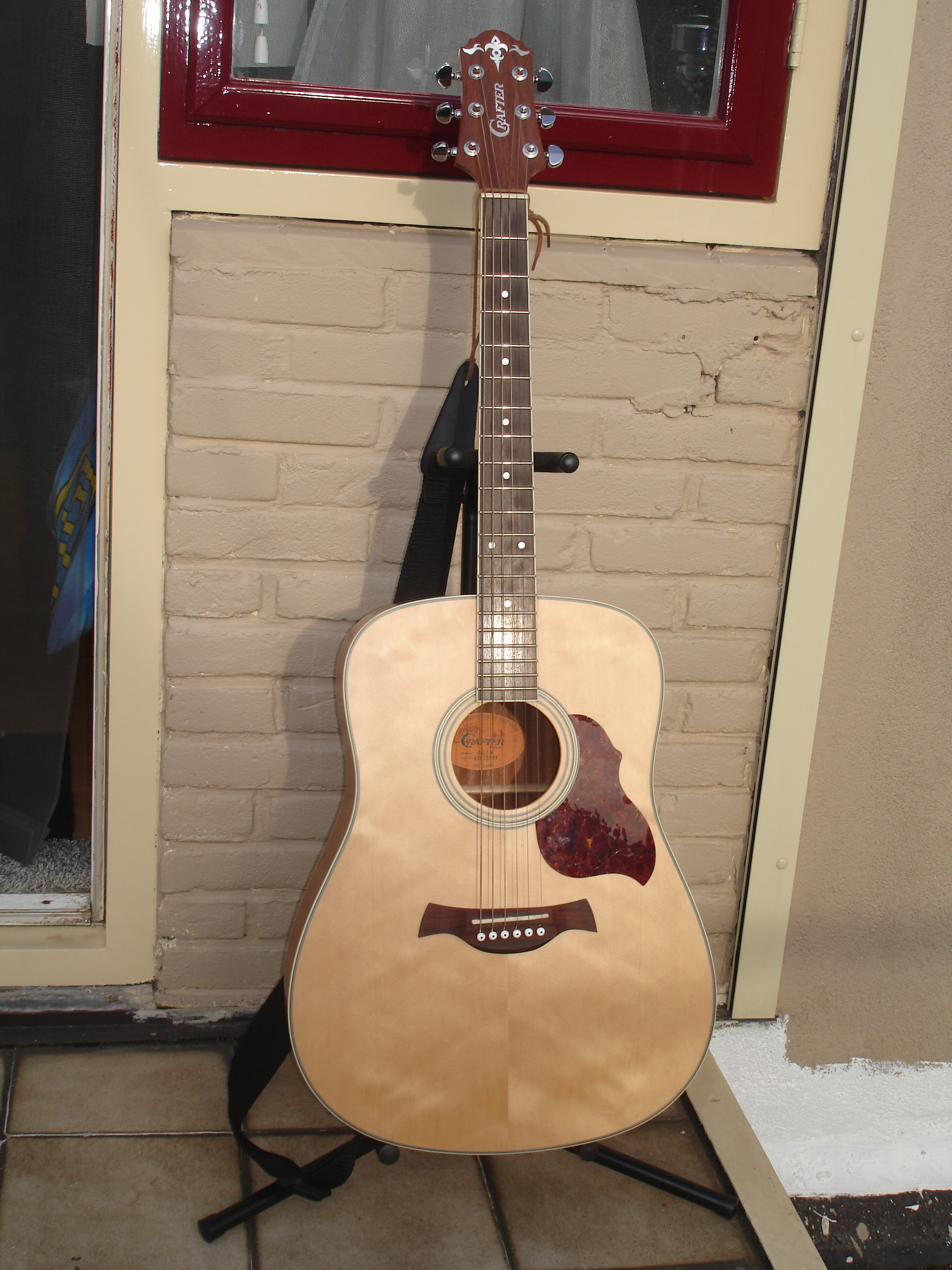
Guitare acoustique Crafter

Crafter est une société coréenne d'instruments de musique, notamment de guitares, créée en 1972 la Seongeum Music Co, Ltd.